# Coalition canarienne
La Coalition canarienne (en espagnol : Coalición Canaria) est un parti politique nationaliste de centre droit des Îles Canaries, fondé en 1993.

## Histoire

### Fondation
La CC est, au départ, une coalition politique constituée des partis suivants : 
- Groupements indépendants des Canaries (AIC) ;
- Initiative canarienne nationaliste (ICAN) ;
- Assemblée Majorera (AM) ;
- Parti nationaliste canarien (PNC) ;
- Centre canarien indépendant (CCI).

Tous représentés au Parlement régional, à l'exception du PNC, ils déposèrent une motion de censure contre le président du gouvernement régional, le socialiste Jerónimo Saavedra, en 1993. La motion fut adoptée et Manuel Hermoso fut élu à la tête de l'exécutif régional.

### Actuellement[Quand?]
Depuis son IIIe congrès, célébré en 2005, la Coalition canarienne est un parti politique, et non plus une coalition, ses composantes ayant décidé de s'auto-dissoudre. Son président est José Torres Stinga, tandis que son ancien porte-parole parlementaire, Paulino Rivero, préside le gouvernement régional en coalition avec le Parti populaire.

### Régionales de 2003
Lors des régionales de mai 2003, le parti, emmené par Adán Martín, vice-président du gouvernement sortant, arrive nettement en tête avec 32,72 % des suffrages et 23 sièges sur 60. Il forme alors une alliance avec le Parti populaire (17 sièges) et reste à la tête de l'archipel pour quatre années supplémentaires.

### Régionales de 2007
La CC a obtenu un très mauvais résultat aux élections régionales de mai 2007, arrivant en troisième position derrière le Parti socialiste, conduit par l'ancien Ministre de la Justice, Juan Fernando López Aguilar, et le Parti populaire, avec 23,69 % des voix et 17 élus. Cependant, un accord avec les conservateurs (15 sièges, mais 23,90 % des voix) a permis le maintien au pouvoir de la Coalition canarienne.

### Au niveau national
De 2004 à 2007, le parti a disposé d'un groupe parlementaire propre au Congrès des députés avec trois députés. En 2005, la Coalition doit faire face à la scission du député et ex-président du gouvernement régional, Román Rodríguez, qui crée un nouveau parti : Nouvelles Canaries. Celui-ci accepte de rester dans le groupe parlementaire, mais le quitte finalement en juin 2007, obligeant les deux députés restants à intégrer, tout comme lui, le groupe Mixte de la chambre basse des Cortes Generales.
Il avait également son propre groupe au Sénat, grâce au prêt de sénateurs par le PSOE (ceux-ci s'inscrivaient au groupe parlementaire de la Coalition sans siéger physiquement avec ses sénateurs et sans respecter ses consignes de vote).
À la suite des élections générales du 9 mars 2008, le parti dispose de deux sièges dans chaque chambre (Congrès des députés et Sénat) et appartient donc au groupe Mixte dans chacune d'elles.
Pour les élections européennes de juin 2009, elle fait partie de la Coalition pour l'Europe, avec d'autres partis régionalistes.
Lors des élections générales espagnoles de 2011, elle conserve ses deux députés aux Cortes, avec 143 550 voix, 0,59 % (-0,09 %). Elle conserve également un sénateur, Alejandro Narvay Quintero, avec 262 668 voix, 1,18 %. Alejandro Narvay Quintero est membre individuel du Parti démocrate européen.
Pour les élections européennes de mai 2014, elle fait partie de la Coalition pour l'Europe, avec d'autres partis régionalistes dont le Parti nationaliste basque, Convergence démocratique de Catalogne et Union démocratique de Catalogne. La liste a obtenu 851 971 voix (+5,4 %) et trois sièges au Parlement européen. Elle a terminé à la troisième place dans les Îles Canaries avec 69 601 voix.

## Résultats électoraux

### Cortes Generales
| Année    | Congrès des députés       | Congrès des députés | Congrès des députés | Congrès des députés | Congrès des députés | Sénat  |
| Année    | Tête de liste             | Voix                | %                   | Rang                | Mandats             | Sénat  |
| -------- | ------------------------- | ------------------- | ------------------- | ------------------- | ------------------- | ------ |
| 1993     | Lorenzo Olarte            | 207 077             | 25,58               | 3e                  | 4 / 14              | 5 / 11 |
| 1996     | José Carlos Mauricio (es) | 220 418             | 25,09               | 3e                  | 4 / 14              | 1 / 11 |
| 2000     | José Carlos Mauricio (es) | 248 261             | 29,56               | 2e                  | 4 / 14              | 5 / 11 |
| 2004     | Paulino Rivero            | 235 221             | 24,33               | 3e                  | 3 / 15              | 3 / 11 |
| 2008a    | Ana Oramas                | 174 629             | 17,49               | 3e                  | 2 / 15              | 0 / 11 |
| 2011a    | Ana Oramas                | 143 881             | 15,47               | 3e                  | 2 / 15              | 0 / 11 |
| 2015a    | Ana Oramas                | 81 917              | 8,24                | 5e                  | 1 / 15              | 0 / 11 |
| 2016a    | Ana Oramas                | 78 253              | 7,99                | 5e                  | 1 / 15              | 0 / 11 |
| 04/2019a | Ana Oramas                | 137 664             | 12,97               | 5e                  | 2 / 15              | 0 / 11 |
| 11/2019b | Ana Oramas                | 123 981             | 13,12               | 4e                  | 1 / 15              | 0 / 11 |
| 2023     | Cristina Valido           | 116 363             | 11,37               | 3e                  | 1 / 15              | 0 / 11 |

a Liste commune avec le Parti nationaliste canarien.

b Liste commune avec Nouvelles Canaries, qui a obtenu 1 siège, et le Parti nationaliste canarien.

### Parlement des Canaries
| Année | Voix    | %     | Sièges  | Rang | Gouvernement | Tête de liste           |
| ----- | ------- | ----- | ------- | ---- | ------------ | ----------------------- |
| 1995  | 261 672 | 32,83 | 21 / 60 | 1er  | Hermoso II   | Manuel Hermoso          |
| 1999  | 306 658 | 36,93 | 24 / 60 | 1er  | Rodríguez    | Román Rodríguez         |
| 2003  | 304 413 | 32,90 | 23 / 60 | 1er  | Martín       | Adán Martín             |
| 2007  | 226 122 | 24,17 | 19 / 60 | 2e   | Rivero I     | Paulino Rivero          |
| 2011  | 225 948 | 24,94 | 21 / 60 | 2e   | Rivero II    | Paulino Rivero          |
| 2015  | 166 979 | 18,25 | 18 / 60 | 1er  | Clavijo I    | Fernando Clavijo Batlle |
| 2019  | 194 846 | 21,82 | 20 / 70 | 2e   | Opposition   | Fernando Clavijo Batlle |
| 2023  | 201 401 | 22,08 | 19 / 70 | 2e   | Clavijo II   | Fernando Clavijo Batlle |